# NGC 846
NGC 846 је спирална галаксија у сазвежђу Андромеда која се налази на NGC листи објеката дубоког неба.
Деклинација објекта је + 44° 34' 5" а ректасцензија 2h 12m 12,1s. Привидна величина (магнитуда) објекта NGC 846 износи 12,3 а фотографска магнитуда 13,1. NGC 846 је још познат и под ознакама NGC 847, UGC 1688, MCG 7-5-24, CGCG 538-32, IRAS 02090+4420, PGC 8430.